# Ърбиново
Ърбиново или по-често срещано в старата литература като Ърбино или Хърбино (на македонска литературна норма: Арбиново) е село в община Дебърца на Северна Македония.

## География
Селото е в Горна Дебърца, част от котловината Дебърца между Илинската планина от изток и Славей планина от запад.

## История
Югозападно от селото в местността Добра вода е разкрита раннохристиянска базилика.
В XIX век Ърбиново е българско село в нахия Дебърца на Охридската каза на Османската империя. В „Етнография на вилаетите Адрианопол, Монастир и Салоника“, издадена в Константинопол в 1878 година и отразяваща статистиката на населението от 1873 година, Харбино (Harbino) е посочено като село с 40 домакинства със 122 жители българи. Според Васил Кънчов в 90-те години Хърбино има 20 къщи.
Според статистиката му („Македония. Етнография и статистика“) от 1900 година Ърбино е населявано от 280 жители, всички българи християни.
На Етнографската карта на Битолския вилает на Картографския институт в София от 1901 година Ърбино е чисто българско село в Охридската каза на Битолския санджак с 35 къщи.
В началото на XX век цялото население на селото е под върховенството на Българската екзархия. По данни на секретаря на екзархията Димитър Мишев („La Macédoine et sa Population Chrétienne“) в 1905 година в Ърбино има 320 българи екзархисти.
При избухването на Балканската война в 1912 година 9 души от Ърбино са доброволци в Македоно-одринското опълчение.
В 1922 година е построена църквата „Свети Атанасий“.
Според преброяването от 2002 година селото има 26 жители македонци.
| Националност | Всичко |
| македонци    | 26     |
| албанци      | 0      |
| турци        | 0      |
| роми         | 0      |
| власи        | 0      |
| сърби        | 0      |
| бошняци      | 0      |
| други        | 0      |

## Личности
Родени в Ърбиново
- Анастас Груйов Ангелов (1876 - след 1946), български революционер от ВМОРО[12]
- Билбил Силян, арестуван през септември 1903 година, обвинен в „присъединяване към българските разбойници“, осъден на 10 години каторга, заточен в Диарбекир, амнистиран с общата амнистия от 12 април 1904 година[13]
- Блаже Николов, български революционер от ВМОРО, четник на Деян Димитров[14]
- Йонче Недев Стрезов, български революционер от ВМОРО[15]
- Коста Иванов, български революционер, помощник-войвода на Деян Димитров. През Илинденско-Преображенското въстание начело на чета участва в битките при Издеглаве, Мраморец и други.[16]
- Лазар Кръсте, арестуван през септември 1903 година, обвинен в „присъединяване към българските разбойници“, осъден на 10 години каторга, заточен в Диарбекир, амнистиран с общата амнистия от 12 април 1904 година[17]
- Миленко Стрезо, арестуван през септември 1903 година, обвинен в „присъединяване към българските разбойници“, осъден на 10 години каторга, заточен в Диарбекир, амнистиран с общата амнистия от 12 април 1904 година[17]
- Милош Ристе, арестуван през септември 1903 година, обвинен в „присъединяване към българските разбойници“, осъден на 10 години каторга, заточен в Диарбекир, амнистиран с общата амнистия от 12 април 1904 година[17]
- Милош Търпе, арестуван през септември 1903 година, обвинен в „присъединяване към българските разбойници“, осъден на 10 години каторга, заточен в Диарбекир, амнистиран с общата амнистия от 12 април 1904 година[18]
- Наум Илия, арестуван през септември 1903 година, обвинен в „присъединяване към българските разбойници“, осъден на 10 години каторга, заточен в Диарбекир, амнистиран с общата амнистия от 12 април 1904 година[13]
- Ристе Тане, арестуван през септември 1903 година, обвинен в „присъединяване към българските разбойници“, осъден на 10 години каторга, заточен в Диарбекир, амнистиран с общата амнистия от 12 април 1904 година[13]
- Ристо Търпе, мухтар, арестуван през октомври 1903 година, обвинен в „присъединяване към българските разбойници“, осъден на 10 години каторга, заточен в Диарбекир, амнистиран с общата амнистия от 12 април 1904 година[19]
- Спасе Търпев Траянов, български революционер от ВМОРО[15]
- Ташко Богдан, арестуван през септември 1903 година, обвинен в „присъединяване към българските разбойници“, осъден на 10 години каторга, заточен в Диарбекир, амнистиран с общата амнистия от 12 април 1904 година[17]
- Траян Петровски (1939 – 2021), поет и писател от Северна Македония
- Филип Йолев Велянов (1866 - след 1946), български революционер от ВМОРО[12]